# براندون موس (لاعب كرة قدم)
براندون موس (بالإنجليزية: Brandon Moss)‏ هو لاعب كرة قدم أمريكي، ولد في 12 مايو 1984 في ألباكركي في الولايات المتحدة. لعب مع كولومبوس كرو.

## وصلات خارجية
- براندون موس على موقع الدوري الأمريكي (الإنجليزية)
- براندون موس على موقع قاعدة بيانات كرة القدم.إي يو (الإنجليزية)